# فریتس بایرلاین
فریتس هرمان میشائیل بایرلاین (به آلمانی: Fritz Hermann Michael Bayerlein) (۱۴ ژانویه ۱۸۹۹–۳۰ ژانویه ۱۹۷۰) نظامی بلندپایه آلمانی در دوره رایش سوم بود که در جریان جنگ جهانی دوم ریاست ستاد و فرماندهی یگان‌های زرهی مختلفی را از جمله در نبرد شمال آفریقا و نبرد نرماندی بر عهده داشت.

## زندگی‌نامه
فریتس بایرلاین روز ۱۴ ژانویه سال ۱۸۹۹ در وورتسبورگ به دنیا آمد. ماه ژوئن سال ۱۹۱۷ به عنوان افسر دانشجو هنگ ۹ پیاده‌نظام در نیروی زمینی امپراتوری آلمان پیوست. پیش از آن که خدمت رزمی خود را آغاز کند جنگ جهانی اول به پایان رسید. پس از جنگ، سال ۱۹۲۱ به رایشسور، نیروهای مسلح جدید آلمان، ملحق گردید و سال بعد درجه ستوان دومی را دریافت کرد. با طی مدارج ارتقا، ماه ژوئن سال ۱۹۳۸ سرگرد شد.
بایرلاین ماه آوریل سال ۱۹۳۹ در ستاد لشکر دهم زرهی قرار گرفت و با با آغاز جنگ جهانی دوم، در جریان نبرد لهستان در آن خدمت کرد. در نبرد فرانسه افسر عملیات‌های سپاه ۱۹ هاینتس گودریان بود. بایرلاین در ادامه خدمت به گودریان به عنوان افسر عملیات‌ها، سه‌ماهه نخست تهاجم به شوروی این جایگاه را در گروه زرهی ۲ بر عهده داشت.
بایرلاین ماه اکتبر سال ۱۹۴۱ با درجه سرهنگ دوم به عنوان رئیس ستاد آفریکاکور اروین رومل به شمال آفریقا فرستاده شد. روز ۲۶ دسامبر سال ۱۹۴۱ نشان عالی صلیب شوالیه صلیب آهنین را دریافت نمود. ماه آوریل سال ۱۹۴۲ به درجه سرهنگی ترفیع گرفت. ماه اوت با مجروح شدن سپهبد والتر نرینگ مختصراً به فرماندهی آفریکاکور منصوب گشت. پس از آن که سپهبد ویلهلم فون توما به اسارت دشمن درآمد، بایرلاین مجدداً فرماندهی آفریکاکور را بر عهده گرفت و این یگان را در جریان عقب‌نشینی طولانی آن پس از نبرد العلمین هدایت کرد. روز ۷ دسامبر به ریاست ستاد ارتش زرهی آفریقا تحت امر فیلدمارشال رومل برگزیده شد. روز ۱ مارس سال ۱۹۴۳ به درجه سرتیپی نائل آمد. بایرلاین چند روز پیش از تسلیم شدن نیروهای محور در شمال آفریقا در ماه مه سال ۱۹۴۳، به علت جراحت به آلمان بازگردانده شد. او همچنین مبتلا به روماتیسم و هپاتیت بود. روز ۶ ژوئیه برگ‌های بلوط به نشان صلیب شوالیه او افزوده شد.
بایرلاین بین ماه‌های اکتبر سال ۱۹۴۳ تا ژانویه سال ۱۹۴۴ لشکر سوم زرهی را فرمانده کرد. ماه ژانویه سال ۱۹۴۴ به توصیه گودریان، فرماندهی لشکر زرهی لی‌یر به او سپرده شد. روز ۱ مه سال ۱۹۴۴ به درجه سرلشکری ترفیع گرفت. با این لشکر در نبرد نرماندی مشارکت نمود. لشکر او پیش از آن که میدان نبرد برسد در اثر حملات هوایی متفقین آسیب جدی دید. خود بایرلاین نیز در این حملات زخم برداشت اما میدان را ترک نکرد. با گرفتاری به مشکلات متعدد، پس از درگیری‌های سنگین، لشکر او نتوانست سر ساحل یگان‌های بریتانیایی را از بین ببرد. به هر صورت، زیر آتش گسترده شناورهای دریایی دشمن، برای مدتی توانست جلوی پیشروی آن‌ها را بگیرد. بدین ترتیب، روز ۲۰ ژوئیه سال ۱۹۴۴ شمشیرهای صلیب شوالیه به او تعلق گرفت. پنج روز بعد ناحیه استقرار لشکر هدف بمباران فرشی بسیار مخرب آمریکایی‌ها قرار گرفت و در نتیجه آن ۷۰ درصد توان یگان بایرلاین از بین رفت. از مابقی آن اوایل ماه اوت در ضدحمله ناموفق در ناحیه موتن استفاده شد. باقی مانده نیروها به تدریج به پشت رود سن عقب نشست. لشکر لی‌یر به آلمان بازگشت و ماه اکتبر بازسازی شد. لشکر در تهاجم آردن در ماه دسامبر مشارکت کرد تا این که در دفاع از ناحیه رور به محاصره افتاد. بایرلاین سپس ماه مارس سال ۱۹۴۵ فرماندهی سپاه ۵۳ زرهی را در ناحیه تحت‌محاصره رور عهده‌دار و روز ۱۶ آوریل وادار به تسلیم به نیروهای متفقین شد.
پس از جنگ تا ماه آوریل سال ۱۹۴۷ در اسارت به سر برد. دوران بازنشستگی را در خانه‌اش در وورتسبورگ بود. سرلشکر فریتس بایرلاین در نهایت روز ۳۰ ژانویه سال ۱۹۷۰ در وورتسبورگ درگذشت.